# Клемент, Тупси
Марта Каролина «Тупси» Клемент урожденная — Эбет (норв. Martha Caroline (Jebe) Clement; 13 апреля 1871, Тронхейм, Норвегия — 5 сентября 1959) — норвежская художница. Жена художника Гада Фредерика Клемента.

## Биография

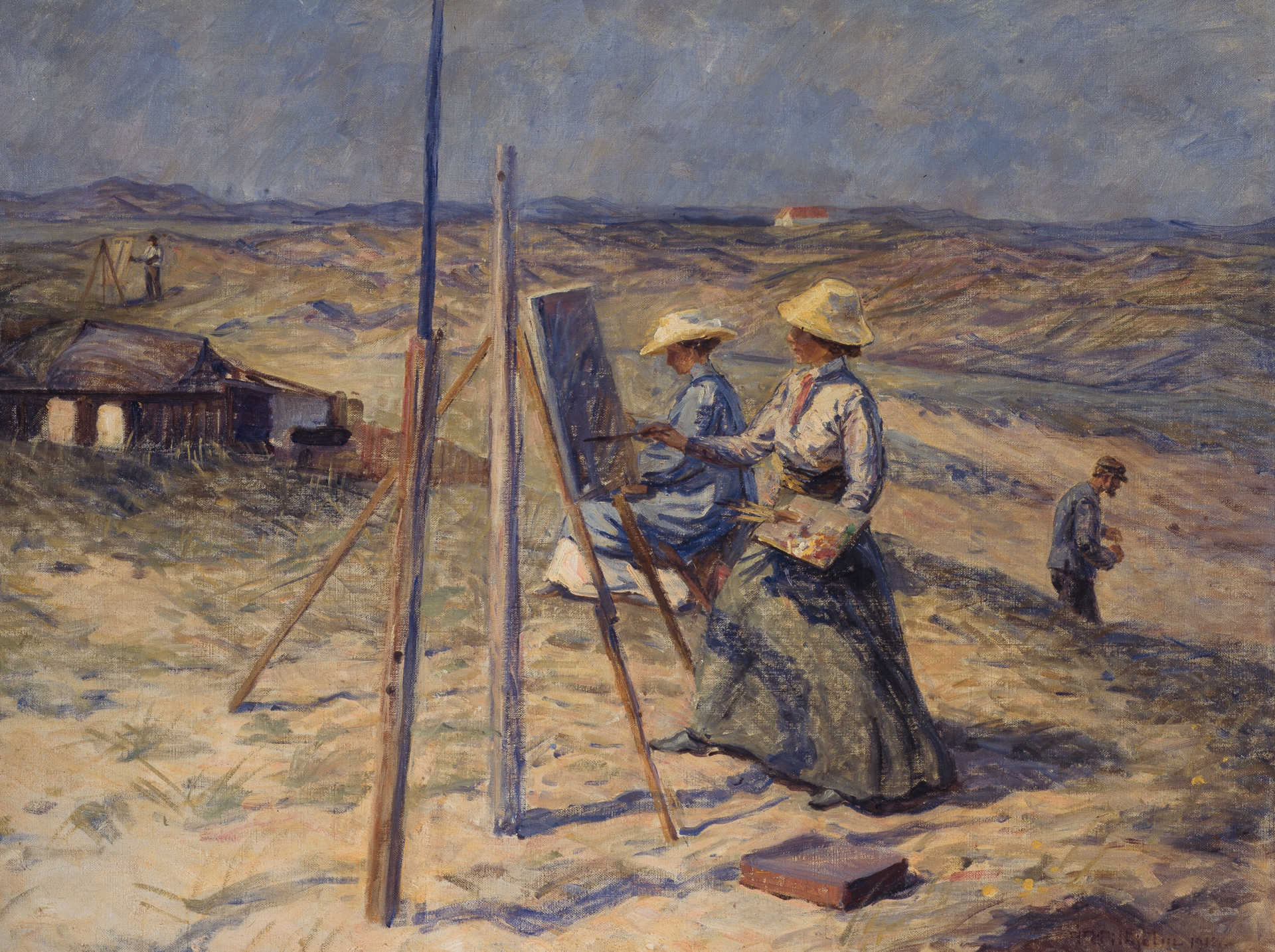
Йоханнес Вильельм. Молодые художницы в Скагене, 1912 год, Музей Скагена. Художницы Тупси Клемент и Элла Хайде на переднем плане

Была дочерью майора. С 1896 г. училась мастерству у Ханса Хейердала в Христиании, в 1898—1899 годах у Кристофа Рота в Мюнхене, затем продолжила учёбу в Париже и Италии в 1905 году.
Познакомилась с датским художником Г. Ф. Клементом. В 1902 году пара поженилась в Риме, а затем поселилась в Дании.
Автор портретов, натюрмортов и пейзажей. Член датской группы Скагенские художники.
Среди её лучших картин были те, которые она написала в Скагене, где она ежегодно проводила лето со своим мужем с 1908 по 1920 год, часто в компании Лаурица Туксена и Вигго Йохансена. Её картина «Две девушки, играющие на пляже Скагена» одно время принадлежала королю Кристиану X.
Многие из её работ отражают влияние её мужа, но изображение солнечного света в её пейзажах также, видимо, вдохновлено творчеством Теодора Филипсена. С 1920 года супруги проводили большую часть лета в Италии. Г. Ф. Клемент умер в 1933 г., а Тупси в 1959 г. Детей в семье не было.